# Kavaleri
Kavaleri (latin: caballus for "hest" over italiensk: cavalliere for "kavaler", dvs. rytter) er en våbenart, der består af soldater til hest (eventuelt dromedarer, men ikke elefanter). I den danske hær betegnes kavaleriet også rytteri.

## Kavalerityper

### Tungt kavaleri
Katafrakter blev brugt af romerne, partherne og sassaniderne i oldtiden.
I løbet af middelalderen iførte ridderne sig mere og mere panser. Det kulminerede i højmiddelalderen med heldækkende rustninger. Hestene blev også pansrede, dog ikke på benene.
Kyrasserer (latin: corium for "læder" over fransk: cuirasse) var tungt kavaleri med rødder i middelalderens riddere. De blev brugt til frontalangreb og har navn efter deres kyras: Et 6-7 kilo tungt bryst- og eventuelt rygharnisk, der kunne modstå musketkugler og sværdhug. Kyrassererne bar også hjelme.

### Let kavaleri
Husarer (ungarsk: huszàr for "den tyvende") var let kavaleri og blev brugt til rekognoscering og kurertjeneste. De var ofte iklædt elegante uniformer med løse jakker (dolman).
Lansenerer (tysk) anvendte cirka tre meter lange lanser til angreb, fx til at forfølge flygtende fjender med eller til nålestiksangreb på forsyningstropper.

### Beredent fodfolk
Dragoner (latin: draco for "drage" over fransk) var oprindeligt infanterister, der red til fronten, men blev senere til mellemsvært kavaleri, der både kunne kæmpe i sluttede formationer og virke spredt til opklaring. Desuden red de fleste officerer i hæren – uden at være kavalerister.

## Kavalerivåben
Heste var det hurtigste transportmiddel på landjorden, og bue og pil kunne ramme fjenden på afstand. Før opfindelsen af stigbøjlen var det svært at anvende bue og pil fra hesteryg, men skytherne mestrede dette. Egypterne anvendte stridsvogne som svar på problemet.
Indførelsen af krudtet gjorde kavaleriet forældet. Men efterhånden som hjullåspistoler blev almindelige i det 1500-tallet, fik kavaleriet sin renæssance. I 30-årskrigen afgav rytterne skud i formationer med op til fire ladte pistoler pr. rytter. i formationer, hvor de forreste red frem og skød og så red tilbage, og ladede eller skiftede til ladte pistoler, kaldet caracole. Hjullåspistoler afløstes i det 1600-tallet af flintelåspistoler. Sablen blev stadig brugt, selv om den påførte fjenden relativt få skader. Korte geværer kaldet karabiner forvoldte større tab, men blev først værdsat efter opfindelsen af metalpatronen (i 1873).

## Opstilling
Romerriget i republikkens tid tildelte cirka 300 ryttere i 10 turmæ til hver legion. Hver turma havde tre decurioner som underofficerer.
I renæssancen opstod i de lejede hære kavaleriregimenter opdelt i eskadroner med 100-150 ryttere. I den amerikanske borgerkrig opstillede delstaterne nummererede kavaleriregimenter med hver 10 eskadroner – benævnt Able, Baker...Item og King ('Jig' var udeladt).

## 20. århundrede
Under 1. verdenskrig blev mange kavalerister jagerpiloter.
Omkring 2. verdenskrig blev mange kavaleriregimenter omdannet til panserregimenter, men der deltog stadig kavalerister i 2. Verdenskrig.
Under Vietnamkrigen havde den amerikanske hær et "luftkavaleri" (Air Cavalry) bestående af enheder, der blev transporteret til kamppladsen af helikoptere.
I dag betegnes visse pansrede opklaringskøretøjer som kavalerikøretøjer, mens kavaleri med heste kun anvendes som ceremonielle enheder.